# Синеаха из Крохана
Синеаха — святая покровительница Крохана. День памяти — 5 октября.
Святая Синеаха (англ. Sineach), или Сенахия (англ. Senachia), или Синхе (англ. Sinche), или Синхея (англ. Sinchea), или Сегник (англ. Segnic) была дочерью Фергны (англ. Fergna of Cruachan Maigh Olma, или англ. Fergna of Cruachan Magh Abhna, из рода Éogan Mór). Она почитается покровительницей прихода Крохан (англ. Crohane), графство Типперари. Упоминается в мартирологе Таллахта (Martyrology of Tallaght), в Feilire of St. Angus, в мартирологе Мариана О'Гормана (англ. Martyrology of Marianus O’Gorman). 
Иногда её называют сестрой святого Сенаха, епископа (англ. Senachus).